# نییرتت
نییرتت (به مجاری:  Nyírtét) یک منطقهٔ مسکونی در مجارستان است که در سابولچ-ساتمار-برگ واقع شده‌است. نییرتت ۱۷٫۱۷ کیلومتر مربع مساحت و ۱٬۱۱۹ نفر جمعیت دارد.